# Yasuhiro Taguchi
Yasuhiro Taguchi (田口康裕?   nacido en 25 de marzo), conocido como TAG, es un artista Bemani y el quinto director de la serie Dance Dance Revolution sucediendo al fallecido Michael "Stillwind" Borenstein. Su primera aparición fue en Guitar Freaks y Drum Mania con su primera canción llamada El dorado, de GF y DM V3.

## TAG: de SUPER STAR 満-MITSURU- a Dance Dance Revolution
TAG compone canciones en Guitar Freaks y Drum Mania así como los pasos para Dance Dance Revolution. Después del lanzamiento de DDR Extreme, se decidió a ser parte del personal de DDR, inicialmente como editor de pasos en DDR Supernova (1 y 2). Antes de revelarse, tuvo que ser SUPER STAR 満-MITSURU-, que también es líder de esa banda y trabajó en IIDX desde la ver. 15 hasta la 19, también en Jubeat y Reflect Beat. Al revelarse que SUPER STAR 満-MITSURU- era TAG, se convirtió en un compositor en DDR X, inaugurando su canción Extra Stage llamada Saber Wing, y tomó el rol de director de sonido para DDR X2. Partió también a componer la música de interfaz de DDR partiendo con DDR II y DDR X3. Él mismo tiende a escribir comentarios largos en sus canciones. Debido a la partida de Naoki Maeda y la desaparición de jun, el 2012 y 2013, respectivamente, los comentarios de las últimas canciones (la mayoría de NAOKI y Back In Your Arms de Jun) son realizadas por TAG en su lugar.
El 5 de septiembre de 2021, TAG abandona Konami para ser un músico independiente.

## Lista de canciones
El orden es lo siguiente: Canción / artista o banda (juegos o carpetas) - comentarios.
La lista no está completa. Si aparece otra canción de este artista, por favor, agrégalo en la sección TAG y si aparece otra canción de SUPER STAR 満-MITSURU-, agreégala en la sección SUPER STAR 満-MITSURU-

### Como SUPER STAR 満-MITSURU-
beatmania IIDX
- NEW GENERATION -もう、お前しか見えない- (15 DJ TROOPERS)
- ALL MY TURN-このターンに、オレの全てを賭ける- (16 EMPRESS)
- THANK YOU FOR PLAYING (16 EMPRESS)
- NEW SENSATION -もう、あなたしか見えない- / SUPER HEROINE 彩香-AYAKA- (17 SIRIUS)
- She is my wife (17 SIRIUS)
- Everlasting Resort (18 Resort Anthem)
- SA.YO.NA.RA. SUPER STAR (19 Lincle, inspirado en She is my wife)
- I will be back -オレは帰ってきた- (21 SPADA, inspirado en She is my wife)
- NO LIMIT -オレ達に限界は無い- / SUPER STAR 満-MITSURU- vs. 伝説のダンサー (23 copula)

jubeat
- ALL MY HEART -この恋に、わたしの全てを賭ける- / SUPER HEROINE 彩香-AYAKA- (knit/DDR A)

REFLEC BEAT
- He is my only star / SUPER HEROINE 彩香-AYAKA-
- Smug Face -どうだ、オレの生き様は-

Dance Dance Revolution
- She is my wife (DDR X2, reedición de la entrega de IIDX) - se utilizaron 2 personajes haciendo rutinas antes de la rotura de vidrio, mostrando al grupo de TAG en el proceso, debido a que las rutinas eran pregrabadas.
- GOLD RUSH / DJ YOSHITAKA-G feat.Michael a la mode (DDR X2, dividida en 2 versiones de DDR, en donde intervino TAG, y 1 de IIDX)

Dance Evolution ARCADE
- She is my wife (reedición de la entrega de IIDX)

SOUND VOLTEX
- She is my wife すーぱーアイドルミツル子Remixちゃん / 高井さんとuno(IOSYS)（II infinite infection）

otros trabajos
- So Fabulous !! -ONLY ONE Remix-（del álbum de Ryu☆ titulado "starmine"）

### Como TAG
GITADORA
- GuitarFreaks y DrumMania V3
  - El Dorado (pop'n17 THE MOVIE)
- GuitarFreaks y DrumMania V4
  - PRIME LIGHT
- GuitarFreaks y DrumMania V5
  - Piece of History
  - VANESSA -転生編- / 朱雀 vs TAG -Remix de beatmaniaIIDX 14: IIDXGOLD cuyo autor fue DJ YOSHITAKA
- GuitarFreaks y DrumMania V6
  - 1/n / iri
  - Chronos (DDR X3/jubeat saucer/Miraigakki Future Tom Tom V2)
- GuitarFreaks y DrumMania XG
  - Before Daybreak
  - 10,000,000,000 / TAG feat. 96
- GuitarFreaks y DrumMania XG2
  - EXCELSIOR DIVE
- GuitarFreaks y DrumMania XG3
  - Restart / SHOGO
  - Riot of Color (jubeat copious APPEND/pop'n Sunny Park)
- GITADORA
  - もぎたてANGEL / YAMATO組-
  - Fly with me
  - solitude
  - Rosetta Stone
- GITADORA Tri-Boost
  - Party People / TAG from Party Times
  - ララバイ哀愁 / YAMATO組−

Dance Dance Revolution
- Dance Dance Revolution X
  - HOW TO PLAY / MC X - Aparece en STARTER MODE
  - SABER WING (IIDX 18 Resort Anthem)
  - SABER WING (AKIRA ISHIHARA Headshot mix) - Remix hecha por AKIRA ISHIHARA
  - SABER WING (satellite silhouette remix) (CS/DDR(2014) (EXTRA ATTACK)[notas 1][notas 2])
- Dance Dance Revolution HOTTEST PARTY 3/MUSIC FIT/X2 CS
  - Heatstroke / TAG feat.Angie Lee (DDR X2)
  - roppongi EVOLVED / TAG underground (DDR X2) - La primera canción EVOLVED que diferencia de las otras de NAOKI underground; Dividida en 4 versiones (Versión D es exclusiva de X2).
- DanceDanceRevolution X2
  - POSSESSION / TAG underground (carpeta Replicant-D-Action)
  - Shiny World / CAPACITY GATE
  - Theory of Eternity (jubeat knit APPEND) - Como parte de APPEND FESTIVAL
- Dance Dance Revolution 2010[notas 3]
  - The Island Song / TAG feat. Eric Anthony (DDR(2013))
- Dance Dance Revolution II
  - London EVOLVED / TAG underground (DDR X3/RB colette) - Dificultad Challenge reeditada en DDR X3; Solo ver. A en RB colette
  - Take A Step Forward / TAG feat. Sydney Powers (DDR X3)
- DanceDanceRevolution X3 vs. 2ndMIX
  - HEART BEAT FORMULA
  - アルストロメリア (walk with you remix)
  - PARANOiA Revolution / CLIMAX of MAXX 360
  - REVOLUTIONARY ADDICT / TAG underground - Como parte del campeonato KAC2012
  - Cosmic Hurricane (RB colette/pop'n Sunny Park/GF y DM XG3/jubeat saucer) - Como parte de Tsugidoka (exc. para Jubeat Saucer, que corresponde a Triple Journey)
- Dance Dance Revolution(2013)
  - ロンドンは夜8時 (LON 8PM - TYO 4AM) / TAG meets "eimy" - cabecilla de la banda London Elektricity
  - Another Phase
  - Triple Journey -TAG EDITION- / Triumvirate - Cover de la canción de Triumvirate.
- Dance Dance Revolution(2014)[notas 1]
  - Starlight Fantasia / TAG (Nostalgia v1)
  - Over The "Period" / TAG underground overlay (carpeta Replicant-D-Ignition)
  - 夏色DIARY -DDR mix- / 猫叉王子 feat. TAG - Del evento BEMANI SUMMER DIARY 2015
  - AWAKE / 柊木りお featured by TAG
- Dance Dance Revolution A
  - Hopeful / 柊木りお featured SOTAG - Arreglado por Sota Fujimori.
  - ACE FOR ACES / TAG × U1 (EXTRA EXCLUSIVE LV ENCORE EXTRA)
  - Chronos (walk with you remix) / BEMANI Sound Team "TAG"
  - Vanquish The Ghost / BEMANI Sound Team "TAG"
  - Show me your moves / BEMANI Sound Team "TAG" feat.柊木りお[1]
- Dance Dance Revolution A20
  - Splash Gold / BEMANI Sound Team "TAG underground"
  - The History of the Future / BEMANI Sound Team "U1×TAG"
- Dance Dance Revolution A20 PLUS
  - 世界の果てに約束の凱歌を -DDR Extended Megamix- / BEMANI Sound Team "TAG"

pop'n music
- TRINITY ARROW (pop'n18 せんごく列伝)
- ～Timeless～ / TAG NEXT MORE (pop'n19 TUNE STREET)
- 春風ブローインウィンド / TAG (pop'n22 ラピストリア)
- Dimension Gale / TAG (pop'n22 ラピストリア)
- Metamorphose / CAPACITY GATE (pop'n22 ラピストリア)
- L-an!ma / Master of Lapis (pop'n22 ラピストリア)
- 恋愛観測 -VENUS Mix- / VENUS (pop'n22 ラピストリア/REFLEC BEAT groovin'!! Upper)
- SHION（VENUS mix） / VENUS (pop'n peace)
- BLAZE∞BREEZE / BEMANI Sound Team "TAG×PON" (pop'n peace)
- ブルーローズイノセンス / BEMANI Sound Team "TAG" (pop'n 解明リドルズ)

REFLEC BEAT
- REFLEC BEAT
  - Diamond Dust (DDR X3/pop'n20 fantasia)
  - Diamond Dust ～Try to Sing ver.～ / TAG rejected by DJ YOSHITAKA - Canción rechazada por DJ YOSHITAKA
- REFLEC BEAT limelight
  - UNLIMITED FIRE (GITADORA Overdrive)
  - この青空の下で / TAG meets "eimy" (jubeat saucer)
- REFLEC BEAT colette
  - UNLIMITED FIRE ～Try to Sing ver.～ / TAG rejected by DJ YOSHITAKA - 2.ª canción rechazada por DJ YOSHITAKA
  - ÆTHER / TAG underground (IIDX 21 Spada/DDR(2014) (EXTRA ATTACK)[notas 2])
  - Cosmic Hurricane ～Try to Sing ver.～ / TAG rejected by DJ YOSHITAKA - 3.ª canción rechazada por DJ YOSHITAKA
- REFLEC BEAT Groovin'
  - LIGHTNING THUNDERBOLT
  - LIGHTNING THUNDERBOLT-Try to Sing Ver.- / TAG rejected by DJ TOTTO - Canción rechazada por DJ TOTTO

jubeat
- jubeat knit APPEND
  - Theory of Eternity / TAG (DDR X2) - Como parte de APPEND FESTIVAL
- jubeat copious
  - アルストロメリア / TAG (Dance Evolution ARCADE)
- jubeat saucer
  - PRANA / TAG (pop'n Sunny Park/DDR(2013))
  - Romancing Layer / TAG (DDR(2013))
- jubeat saucer fulfill
  - STERLING SILVER / TAG (DDR A)
- jubeat clan
  - No One Can Reach The Truth / BEMANI Sound Team "TAG"
- jubeat festo
  - Dream drip macchiato / BEMANI Sound Team "TAG"
  - StaRgAZER / BEMANI Sound Team "TAG"

beatmania IIDX
- beatmania IIDX 18 Resort Anthem
  - Destiny Sword / CAPACITY GATE
- beatmania IIDX 19 Lincle
  - Several Words / CAPACITY GATE
- beatmania IIDX 20 tricoro
  - Re:GENERATION / TAG feat.ERi (RB colette -Winter-)
  - Tp-RZ / CAPACITY GATE
- beatmania IIDX 21 SPADA
  - esrev:eR / TAG meets "eimy" (DDR(2014))
  - Lighting Shower / TAG
- beatmania IIDX 22 PENDUAL
  - デンドロビウム / TAG
- beatmania IIDX 25 CANNON BALLERS
  - Beast mode / BEMANI Sound Team "TAG"
- beatmania IIDX 26 Rootage
  - サクラあっぱれーしょん / Remixed by BEMANI Sound Team "TAG" feat.柊木りお
  - BLO§OM / BEMANI Sound Team "TAG" [2]
- beatmania IIDX 27 HEROIC VERSE
  - AKASHIC BREAK / BEMANI Sound Team "TAG"
- beatmania IIDX 28 BISTROVER
  - Euphoric Lagoon / BEMANI Sound Team "TAG"
  - 新宝島 / BEMANI Sound Team "TAG feat.PON"
  - 儚き恋の華 / BEMANI Sound Team "TAG" feat. 猫体質
  - 無意識のフィロソフィア / BEMANI Sound Team "TAG"

Dance Evolution
- Do The Evolution / TAG feat.ERi (Dance Evolution Arcade/DDR(2014))

Sound Voltex
- Diamond Dust Black Diamond Dust (SV 2)
- UNLIMITED FIRE(DJ Amane Remix) (SV 2)
- アルストロメリア KURO-HACO Remix (SV 2)
- GERBERA / TAG (SV 4)
- Daydream café (Euro Hopping Mix) / Remixed by BEMANI Sound Team "TAG" feat. ななひら (SV Vivid Wave)

Nostalgia (juego de piano)
- ノスタルジア Op.2
  - モノクロモーメント / BEMANI Sound Team "TAG"
- ノスタルジア Op.3
  - Shoot the Moon / BEMANI Sound Team "TAG"[3]

Múltiples arcades
- Academia Privada Bemani:
  - Synergy For Angels / TAG×U1-ASAMi (DDR(2013)/GITADORA/IIDX 20 tricoro/pop'n Sunny Park/jubeat saucer/RB colette)
- Estadio Bemani:
  - PUNISHER / TAG×PON (DDR(2014)/GITADORA/IIDX 21 SPADA/pop'n Sunny Park/jubeat saucer/RB colette/Dance Evolution Arcade/Future Tom Tom/SV 2)
- 夏の流星フェスタ -Natsu no Ryuusei Festa-
  - ZEPHYRANTHES / TAG (IIDX23 copula/SOUND VOLTEX III GRAVITY WARS/pop'n écrale/MÚSECA 1+1/2/Dance Dance Revolution A (EXTRA SAVIOR)/jubeat Qubell)